# Маска Зороа
Маска Зороа је филм из 1998. који је режирао Мартин Кембел. Главне улоге играју: Антонио Бандерас, Ентони Хопкинс, Кетрин Зита-Џоунс и Стјуарт Вилсон.

## Радња
Зоро, или Дон Дијего де ла Вега, је средовечни човек, али се и даље бори у име правде против шпанског гувернера Рафаела Монтера, који угрожава слободу Мексика и Калифорније. Филм почиње једном од његових успешних акција, када спречава погубљење неких локалних бораца отпора, али је притом рањен. Након што успе да одвеже точак, враћа се кући својој жени и ћерки, али убрзо Монтеро и човек упадају у његову кућу. После тога бива лишен свега што му је до сада било важно и затваран. Међутим, после 20 година затвора успева да побегне, а остарелог Зороа судбина убрзо спаја са несрећним Алехандром, коме се пружа прилика да постане његов наследник. У међувремену, Рафаел Монтеро се враћа са својом усвојеном ћерком Еленом у коју се нови Зоро заљубљује, а чији је прави отац нико други до Дон Дијего де ла Вега.

## Улоге
| Улога                      | Глумац            |
| -------------------------- | ----------------- |
| Алехандро Муријета/Зоро    | Антонио Бандерас  |
| Дон Дијего де ла Вега/Зоро | Ентони Хопкинс    |
| Елена (де ла Вега) Монтеро | Кетрин Зита-Џоунс |
| Дон Рафаел Монтеро         | Стјуарт Вилсон    |
| капетан Харисон Лав        | Мет Лечер         |
| Дон Луиз                   | Тони Амендола     |
| Дон Педро                  | Педро Армендариз  |
| отац Фелипе                | Вилијам Маркез    |
| каплар Армандо Гарсија     | Хосе Перез        |